# Fixation (vision)
 (septembre 2024).
Si vous disposez d'ouvrages ou d'articles de référence ou si vous connaissez des sites web de qualité traitant du thème abordé ici, merci de compléter l'article en donnant les références utiles à sa vérifiabilité et en les liant à la section « Notes et références ».

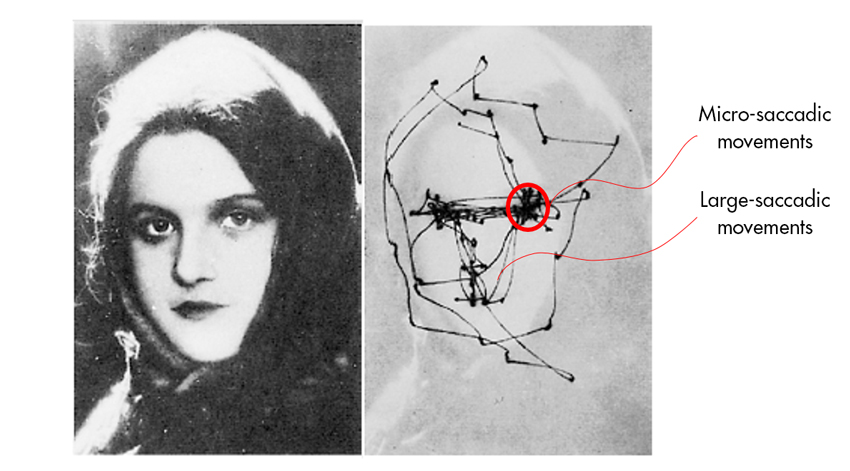
À droite, description du mouvement oculaire lorsqu'une personne regarde le visage de gauche : le regard effectue des saccades oculaires et des fixations.

Une fixation est un type de mouvement oculaire typique des animaux doté d'une fovéa, dont l'être humain. Durant la fixation, le regard reste relativement immobile pendant quelques centaines de millisecondes.
Dans de nombreuses situations (perception de scènes, lecture, etc.), l'œil effectue une série de fixations, entrecoupées de mouvements rapides dénommés saccades et permettant de repositionner le point de fixation. Une grande partie de l'information visuelle est perçue pendant les fixations via la zone la plus sensible de la rétine (la fovéa) qui ne représente pourtant qu'une petite partie du champ visuel.